# Abu Garcia

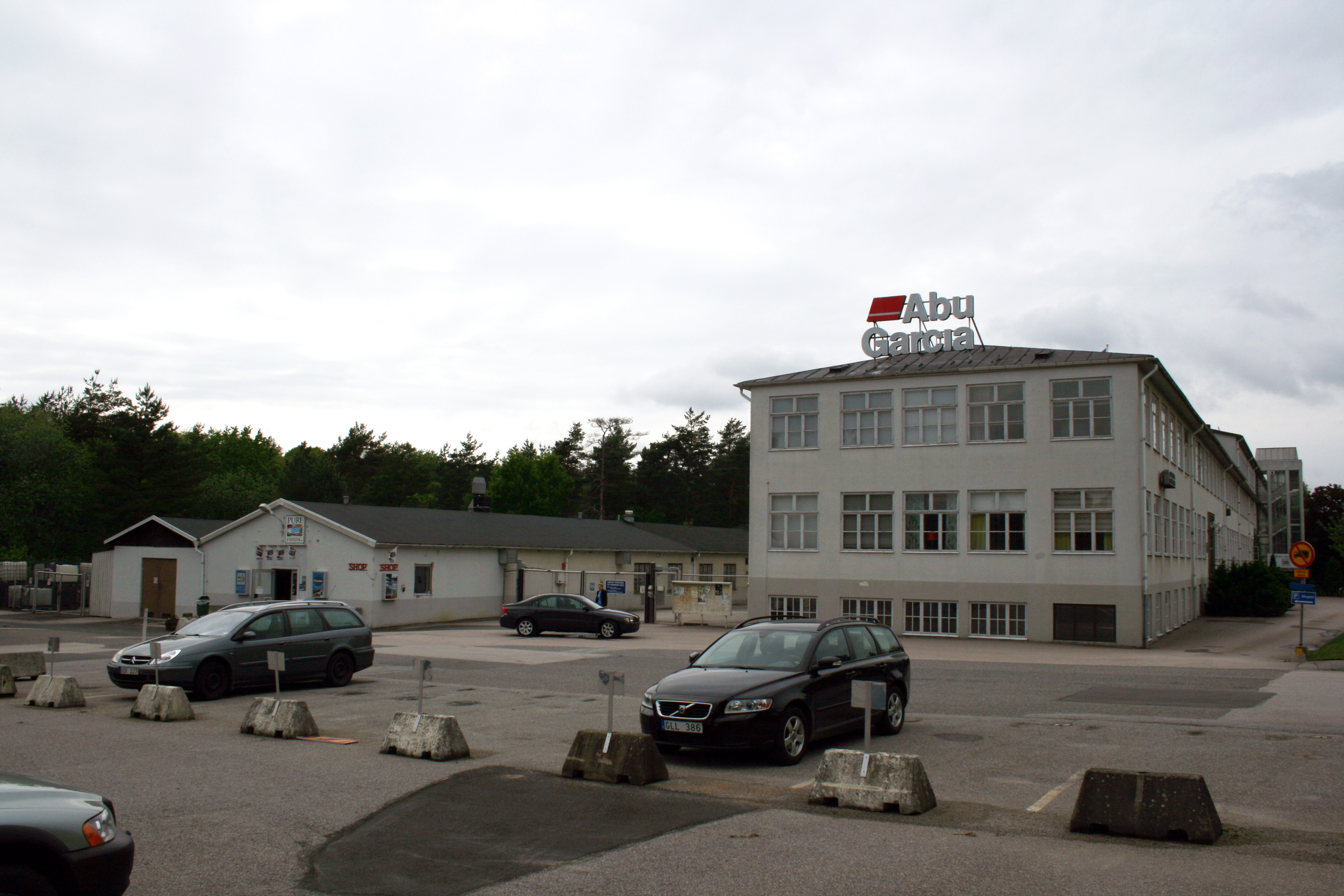
Abu Garcia i Svängsta

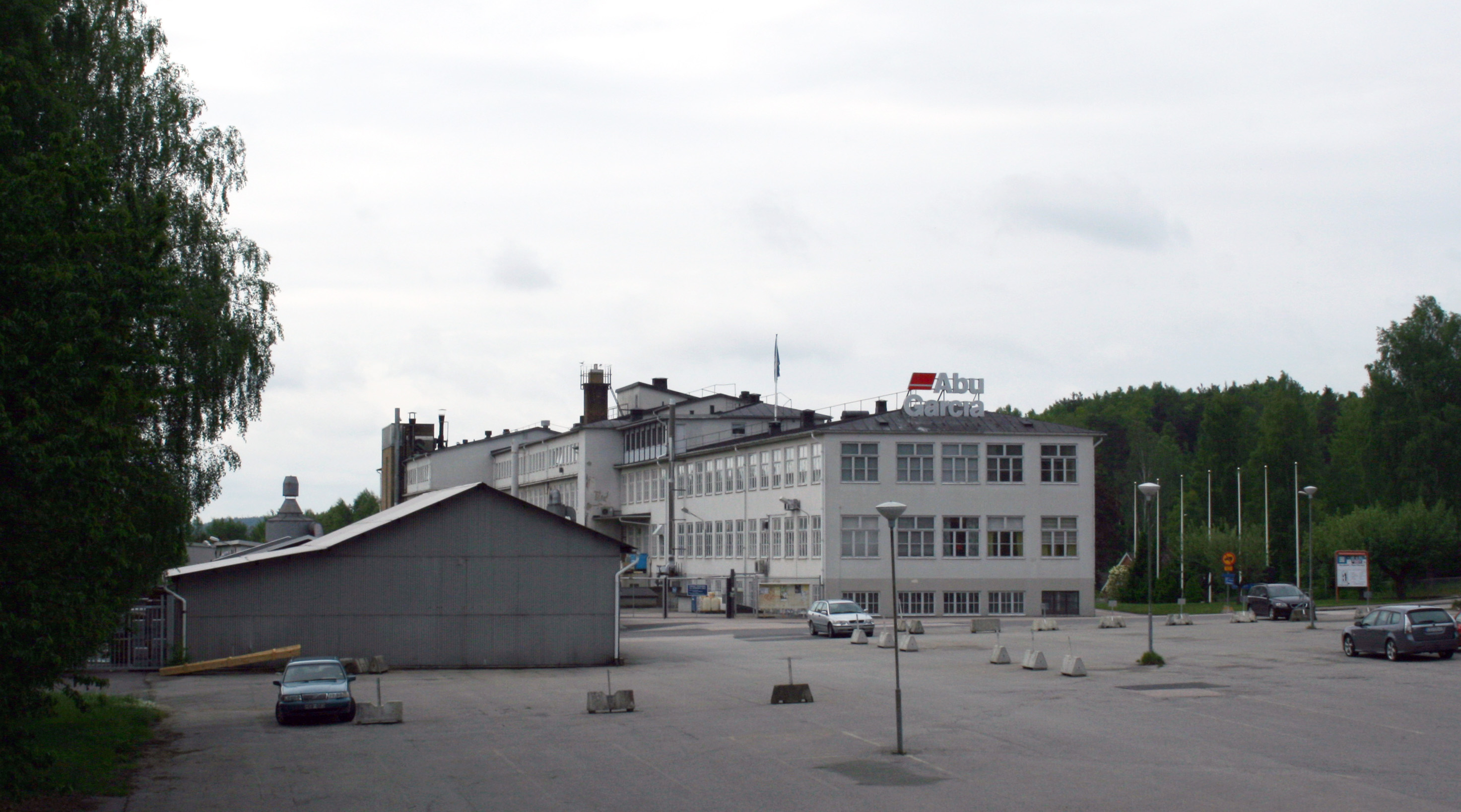
Abu Garcia i Svängsta

Abu Garcia är en tillverkare av sportfiskeutrustning. Företagets huvudkontor ligger i Svängsta vid Mörrumsån i Karlshamns kommun i Blekinge. 

## Historia

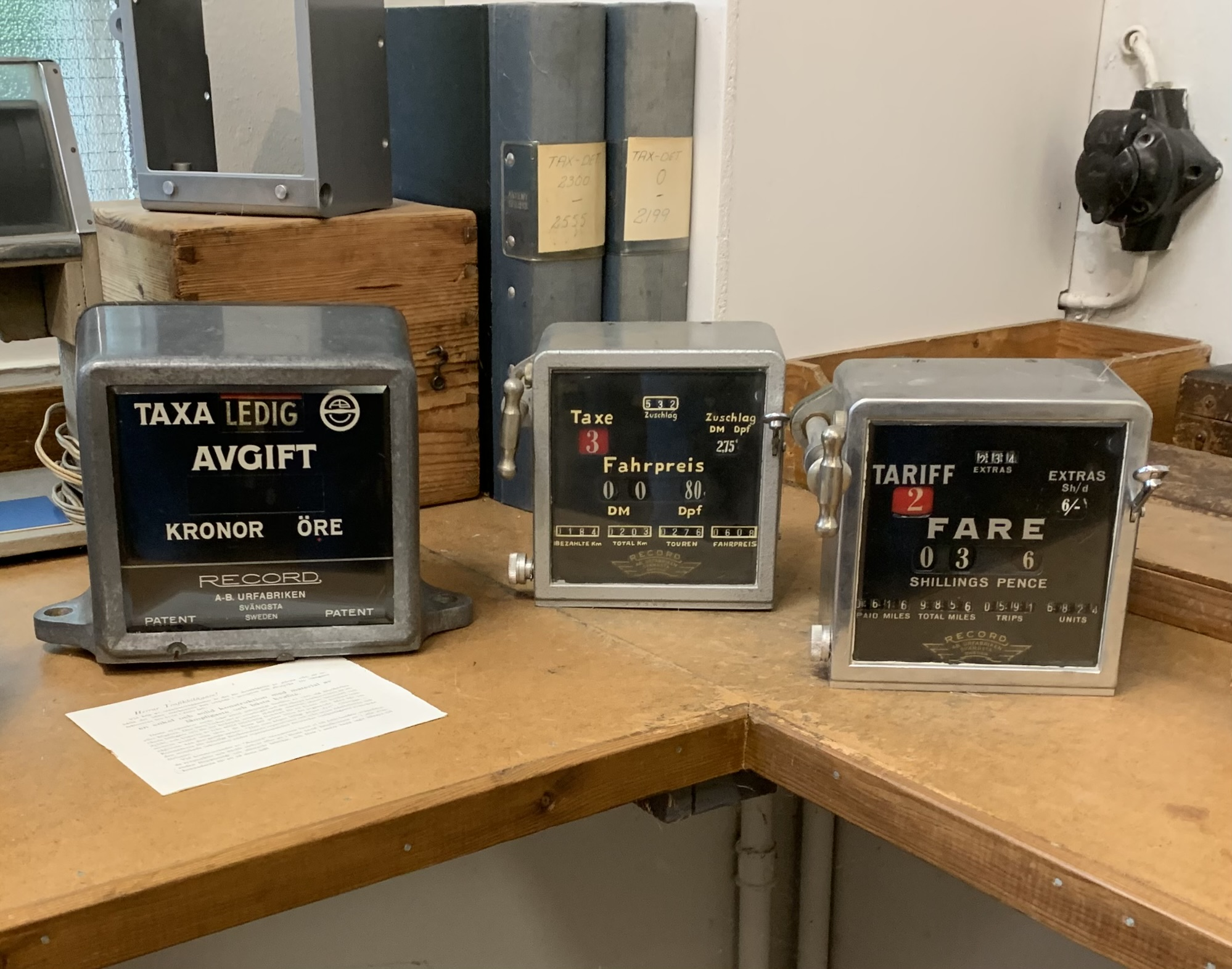
Taxametrar tillverkade av AB Urfabriken. Utställda på ABU Museum, Svängsta

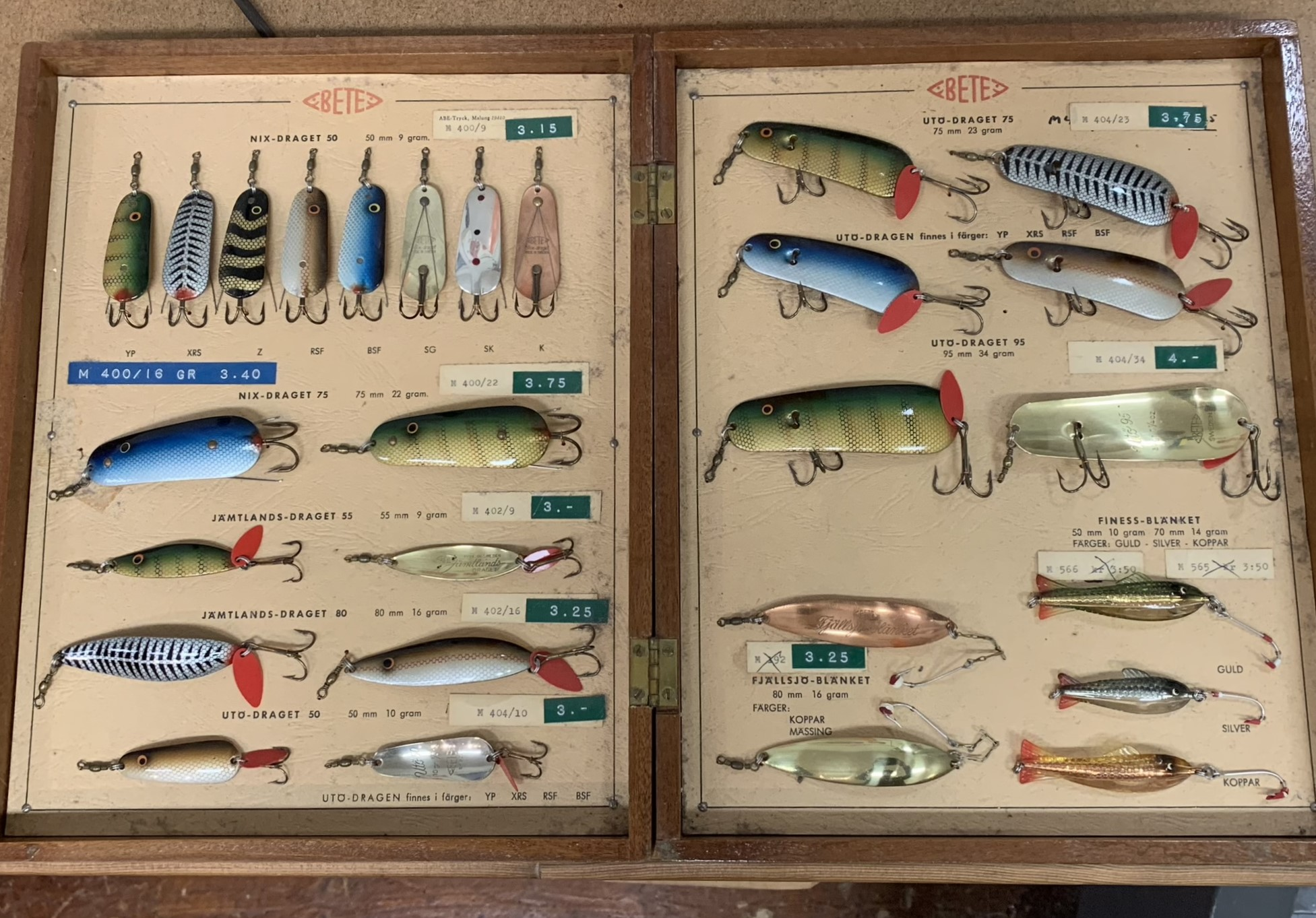
Fiskedrag från ABU. Utställda på ABU Museum, Svängsta

Carl August Borgström grundade 1921 AB Urfabriken (ABU). Han hade tidigare arbetat som verkmästare vid Haldafabriken, men blev friställd efter första världskriget när Halda hamnade i svårigheter. Från början var det fickur som tillverkades hos ABU. Väckarklockor och telefonkontrollur. 1934 tog sonen Göte Borgström över företaget, och satsade på utveckling av taxametrar. År 1939 tog han fram världens minsta taxameter. Andra världskriget innebar dock ett hårt slag mot taxirörelsen och företaget, vilket födde idén att börja tillverka fiskerullar för sportfiske. Den första spinnrullen med namnet Record presenterades 1941.
Sedan dess har man framför allt producerat sportfiskeutrustning.
År 1974 köpte ABU upp spötillverkaren Arjon.
År 1981 gick företaget ur familjen Borgströms ägo och köptes av Incentive. Det har senare haft flera ägare. År 1984 köpte ABU upp sin nordamerikanska distributör Garcia och fick därmed sitt nuvarande namn. År 1995 köptes Abu Garcia av det amerikanska företaget Berkley.

## Företaget idag
Abu Garcia ingår idag i Pure Fishing som också består av Berkley, Fenwick, Stren, Mitchell, Johnson, Spiderwire, Hardy, och 7Strand. Pure Fishing, med huvudkontor i Spirit Lake, Iowa i USA, är världens största företag i sportfiskebranschen med över 1 400 medarbetare i 15 länder.  Pure Fishing ägs av Sycamore Partners USA. 
Företaget ger ut Napp och Nytt, en tidning för sportfiskare. Den första utgåvan kom 1948, och tanken var att 2005 års utgåva skulle vara den sista. Efter påtryckningar från sportfiskare utkom katalogen även 2006 och kommer att fortsätta att utges tills vidare.
2025 meddelade Abu Garcia att fabriken i Svängsta ska stängas och produktionen flyttas till Polen.

## Viktiga produkter
- 1941: Abu Record (rulle)
- 1952: Ambassadeur (rulle)
- 1965: Cardinal (haspelrulle)
- Conolon (spö)
- Toby (bete)
- Abumatic (rulle)